# Ausländer- und Integrationsgesetz
Das Bundesgesetz vom 16. Dezember 2005 über die Ausländerinnen und Ausländer und über die Integration  (kurz Ausländer- und Integrationsgesetz; AIG) ist ein schweizerisches Bundesgesetz, das seit dem 1. Januar 2008 die Ein- und Ausreise, den Aufenthalt sowie den Familiennachzug von Ausländern in der Schweiz regelt. Zudem regelt es die Förderung der Integration der Ausländer.

## Geschichte
Das Gesetz wurde 2005 vom Schweizer Parlament verabschiedet, um das Bundesgesetz über Aufenthalt und Niederlassung der Ausländer vom 26. März 1931 (ANAG) abzulösen. Darauf wurde dagegen das Referendum ergriffen. Die Volksabstimmung fand, zeitgleich mit der über die Revision des Asylgesetzes, am 24. September 2006 statt, dabei wurde das Gesetz, damals noch nur als „Ausländergesetz (AuG)“ bezeichnet, mit deutlicher Mehrheit angenommen: Bei einer Stimmbeteiligung von 48,91 % gab es 68,0 % Ja-Stimmen.

## Ausweisung nach Artikel 68
Als rechtsstaatlich fragwürdig wird vielfach Art. 68 des Gesetzes empfunden, wonach eine ausländische, auch langjährig und ohne Vorstrafen in der Schweiz lebende Person ohne Gerichtsverfahren sofort vollstreckbar ausgeschafft werden kann, wenn von ihr nach Auffassung der Behörde eine Sicherheitsgefährdung ausgeht.